# Obiettivo 1 per lo Sviluppo sostenibile

OSS 1

L'Obiettivo 1 per lo Sviluppo sostenibile (OSS 1) è sconfiggere la povertà. La dicitura ufficiale è “Porre fine ad ogni forma di povertà nel mondo”.

## Contesto

### Agenda 2030
Gli obiettivi per lo sviluppo sostenibile sono una raccolta di 17 obiettivi globali fissati dalle Nazioni Unite. Gli obiettivi generali sono interconnessi, anche se ognuno ha i propri traguardi da raggiungere. Gli Obiettivi di Sviluppo sostenibile coprono un’ampia gamma di problemi relativi allo sviluppo sociale ed economico. Questi includono la povertà, la fame, la salute, l’istruzione, il cambiamento climatico, l’uguaglianza di genere, l’approvvigionamento idrico, la raccolta di rifiuti, l’energia, l’urbanizzazione, l’ambiente e la giustizia sociale. Il documento finale del Vertice dell’ONU riguardante l’Agenda 2030: “Trasformare il nostro mondo: l’Agenda 2030 per lo sviluppo sostenibile” pone l’accento sulla necessità di “proteggere il pianeta dal degrado, incluso il consumo e la produzione sostenibile, di gestire in modo sostenibile le sue risorse naturali e di intervenire in modo concreto sul cambiamento climatico per poter provvedere al sostentamento delle generazioni presenti e future.”

### Povertà nel mondo
Secondo le Nazioni Unite circa 836 milioni di persone vivono ancora in uno stato di povertà estrema. La maggioranza di queste persone si trovano in Asia e in Africa.

## Obiettivi
Per sconfiggere la povertà estrema l’Agenda 2030 ha fissato 7 obiettivi da raggiungere entro il 2030:
- Entro il 2030, sradicare la povertà estrema per tutte le persone in tutto il mondo, attualmente misurata sulla base di coloro che vivono con meno di $ 1,25 al giorno
- Entro il 2030, ridurre almeno della metà la quota di uomini, donne e bambini di tutte le età che vivono in povertà in tutte le sue forme, secondo le definizioni nazionali
- Implementare a livello nazionale adeguati sistemi di protezione sociale e misure di sicurezza per tutti, compresi i livelli più bassi, ed entro il 2030 raggiungere una notevole copertura delle persone povere e vulnerabile
- Entro il 2030, assicurare che tutti gli uomini e le donne, in particolare i più poveri e vulnerabili, abbiano uguali diritti alle risorse economiche, insieme all’accesso ai servizi di base, proprietà privata, controllo su terreni e altre forme di proprietà, eredità, risorse naturali, nuove tecnologie appropriate e servizi finanziari, tra cui la microfinanza
- Entro il 2030, rinforzare la resilienza dei poveri e di coloro che si trovano in situazioni di vulnerabilità e ridurre la loro esposizione e vulnerabilità ad eventi climatici estremi, catastrofi e shock economici, sociali e ambientali
- Garantire una adeguata mobilitazione di risorse da diverse fonti, anche attraverso la cooperazione allo sviluppo, al fine di fornire mezzi adeguati e affidabili per i paesi in via di sviluppo, in particolare i paesi meno sviluppati, attuando programmi e politiche per porre fine alla povertà in tutte le sue forme
- Creare solidi sistemi di politiche a livello nazionale, regionale e internazionale, basati su strategie di sviluppo a favore dei poveri e sensibili alle differenze di genere, per sostenere investimenti accelerati nelle azioni di lotta alla povertà